# Pietro Sighel
Pietro Sighel (* 15. Juli 1999 in Trient) ist ein italienischer Shorttracker.

## Werdegang
Sighel trat international erstmals bei den Juniorenweltmeisterschaften 2017 in Innsbruck in Erscheinung. Dort wurde er Sechster mit der Staffel. In der Saison 2018/19 startete in Dresden erstmals im Shorttrack-Weltcup und lief dabei auf den 34. Platz über 500 m, auf den 23. Rang über 1000 m und auf den 15. Platz in der Mixed-Staffel. Bei den Juniorenweltmeisterschaften 2019 in Montreal gewann er über 500 m und 1500 m jeweils die Bronzemedaille. Seine beste Platzierung in der folgenden Saison im Weltcupeinzel war in Dordrecht der 11. Platz über 500 m. In der Saison 2020/21 holte er bei den Europameisterschaften 2021 in Danzig über 500 m, im Mehrkampf und mit der Staffel jeweils die Silbermedaille und bei den Weltmeisterschaften 2021 in Dordrecht über 500 m, 1000 m und mit der Staffel jeweils die Bronzemedaille.
Sein Vater Roberto Sighel war als Eisschnellläufer aktiv.

## Persönliche Bestzeiten
- 500 m      39,973 s (aufgestellt am 6. November 2022 in Salt Lake City)
- 1000 m    1:23,788 min (aufgestellt am 19. Januar 2025 in Dresden)
- 1500 m    2:11,948 min (aufgestellt am 9. Dezember 2022 in Almaty)
- 3000 m    4:56,498 min (aufgestellt am 24. Januar 2021 in Danzig)

## Erfolge

### Olympische Spiele
- 2022 Peking: 2. Platz Mixed-Staffel, 3. Platz Staffel, 5. Platz 500 m, 18. Platz 1000 m

### Weltmeisterschaften
- 2021 Rotterdam: 3. Platz Staffel, 3. Platz 500 m, 3. Platz 1000 m, 7. Platz Mehrkampf, 15. Platz 1500 m
- 2023 Seoul: 1. Platz 500 m, 2. Platz 1500 m, 2. Platz Staffel, 3. Platz Mixed-Staffel, 5. Platz 1000 m
- 2024 Rotterdam: 2. Platz Mixed-Staffel, 2. Platz 1000 m, 5. Platz 500 m, 9. Platz Staffel, 24. Platz 1500 m
- 2025 Peking: 2. Platz Mixed-Staffel, 3. Platz 1000 m, 7. Platz 500 m, 10. Platz Staffel, 18. Platz 1500 m

### Europameisterschaften
- 2021 Danzig: 2. Platz Staffel, 2. Platz Mehrkampf, 2. Platz 500 m, 33. Platz 1000 m, 34. Platz 1500 m
- 2023 Danzig: 1. Platz 500 m, 2. Platz Staffel, 3. Platz Mixed-Staffel, 4. Platz 1000 m, 43. Platz 1500 m
- 2024 Danzig: 1. Platz 500 m, 1. Platz 1000 m, 1. Platz 1500 m, 4. Platz Mixed-Staffel, 7. Platz Staffel
- 2025 Dresden: 1. Platz Staffel, 1. Platz 1000 m, 2. Platz 500 m, 4. Platz Mixed-Staffel, 14. Platz 1500 m

### Platzierungen im Weltcup

#### Weltcupsiege im Team
| Nr. | Datum            | Ort       |
| --- | ---------------- | --------- |
| 1.  | 4. Februar 2023  | Dresden 1 |
| 2.  | 16. Februar 2025 | Mailand 2 |

#### Weltcup-Gesamtplatzierungen
| Saison  | Gesamt | Gesamt | 500 m  | 500 m | 1000 m | 1000 m | 1500 m | 1500 m |
| Saison  | Punkte | Platz  | Punkte | Platz | Punkte | Platz  | Punkte | Platz  |
| ------- | ------ | ------ | ------ | ----- | ------ | ------ | ------ | ------ |
| 2018/19 | –      | –      | 19     | 84.   | 74     | 71.    | –      | –      |
| 2019/20 | –      | –      | 1.527  | 35.   | –      | –      | 364    | 52.    |
| 2021/22 | –      | –      | 2.374  | 16.   | 6.413  | 9.     | 3.558  | 18.    |
| 2022/23 | 492    | 6.     | 304    | 4.    | 32     | 41.    | 156    | 11.    |
| 2023/24 | 487    | 11.    | 205    | 13.   | 154    | 12.    | 128    | 16.    |
| 2024/25 | 764    | 3.     | 268    | 3.    | 240    | 6.     | 254    | 4.     |